# Спаркс (Джорджія)
Спаркс (англ. Sparks) — місто (англ. town) в США, в окрузі Кук штату Джорджія. Населення — 2043 особи (2020).

## Географія
Спаркс розташований за координатами 31°10′10″ пн. ш. 83°26′28″ зх. д. / 31.16944° пн. ш. 83.44111° зх. д. (31.169339, -83.441047).  За даними Бюро перепису населення США в 2010 році місто мало площу 10,72 км², з яких 10,12 км² — суходіл та 0,60 км² — водойми.

## Демографія
Згідно з переписом 2010 року, у місті мешкали 2052 особи в 698 домогосподарствах у складі 488 родин. Густота населення становила 191 особа/км².  Було 797 помешкань (74/км²).
Расовий склад населення:
| - 49,6 % — чорних або афроамериканців - 42,5 % — білих - 1,2 % — азіатів - 0,1 % — вихідців з тихоокеанських островів - 4,5 % — осіб інших рас |

До двох чи більше рас належало 2,0 %. Частка іспаномовних становила 8,8 % від усіх жителів.
За віковим діапазоном населення розподілялося таким чином: 32,1 % — особи молодші 18 років, 55,8 % — особи у віці 18—64 років, 12,1 % — особи у віці 65 років та старші. Медіана віку мешканця становила 31,3 року. На 100 осіб жіночої статі у місті припадало 90,0 чоловіків;  на 100 жінок у віці від 18 років та старших — 83,7 чоловіків також старших 18 років.
Середній дохід на одне домашнє господарство  становив 35 061 долар США (медіана — 27 308), а середній дохід на одну сім'ю — 36 875 доларів (медіана — 29 189). Медіана доходів становила 30 285 доларів для чоловіків та 22 176 доларів для жінок. За межею бідності перебувало 33,1 % осіб, у тому числі 38,2 % дітей у віці до 18 років та 24,7 % осіб у віці 65 років та старших.
Цивільне працевлаштоване населення становило 918 осіб. Основні галузі зайнятості: роздрібна торгівля — 30,8 %, освіта, охорона здоров'я та соціальна допомога — 18,8 %, науковці, спеціалісти, менеджери — 11,9 %, будівництво — 11,7 %.